# 明日はない
「明日はない」（あすはない）は、SHISHAMOの1作目の配信限定シングルで通算11作目のシングル。2020年5月13日にGOOD CREATORS RECORDS / UNIVERSAL SIGMAからリリースされた。

## 概要
- 前作「君の隣にいたいから」より約7ヶ月ぶりのシングル。本作はSHISHAMO初となる配信限定のシングルで、次作「妄想サマー」と2作連続でリリースされた[1]。
- リリースの規格について宮崎は、「CDを買わずに携帯で音楽を楽しむ人が増えているため、どこかのタイミングで、手軽に聴ける形で出したいと考えていた」と話している[2]。また、「やりたい曲、聞かせたい曲をその都度、出したいタイミングで出せるようになった」と利点を語っているように、本作からの1年間で、7曲の新曲が配信リリースされた（アルバム『SHISHAMO 7』から「中毒」の先行配信を含む）[3]。
- 「明日はない」「妄想サマー」の2作連続配信リリースに合わせ、宮崎が描き下ろしたジャケットとアーティストビジュアルの線画イラストを「ぬりえ」として配布。Twitterで応募を募り、メンバーが選んだ良い作品を表彰する企画が行われた[4][5]。

## 楽曲解説
- コロナ禍に入った時期のリリースで、不謹慎とも思われかねないこの楽曲タイトルには懸念もあったというが、「そんな今日を愛せなきゃ明日はない」というメッセージが伝われば問題ない、と考えて発表された[2]。
- 「普段は歌詞にしないような言葉をストレートに歌うものが書きたかった」と宮崎が制作動機を話しており、自身が影響を受けたThe ピーズに触れ、「無理に前向きにならなくて良いと思えるような曲」だと説明している[6]。
- 2020年5月11日、SHISHAMOがレギュラーを務めるJ-WAVE『SPARK』でラジオ初オンエアされた[7]。
- 5月12日、宮崎の手描きのリリック・ビデオがYouTubeでプレミア公開された[8]。
- 11月30日、深津昌和が監督を務めたミュージック・ビデオがYouTubeでプレミア公開された[9]。

## 収録アルバム
- 『SHISHAMO 7』